# Râul Mărcuș
Râul Mărcuș este un râu afluent al Râului Dobârlău. 